# Mesón de Ligüerre
Mesón de Ligüerre es una localidad española del municipio de Abizanda, comarca del Sobrarbe, en Huesca, Aragón. Se encuentra a 2 km de Ligüerre de Cinca.

## Historia
Formó parte del municipio de Ligüerre de Cinca hasta 1845 cuando fue anexado por el de Abizanda. El año 1986 la Confederación Hidrográfica del Ebro cedió junto a Ligüerre de Cinca los despoblados para su rehabilitación a la Unión General de Trabajadores.

## Fiestas locales
- Fiesta mayor, 15 de agosto, en honor a la Asunción de María.

## Imágenes

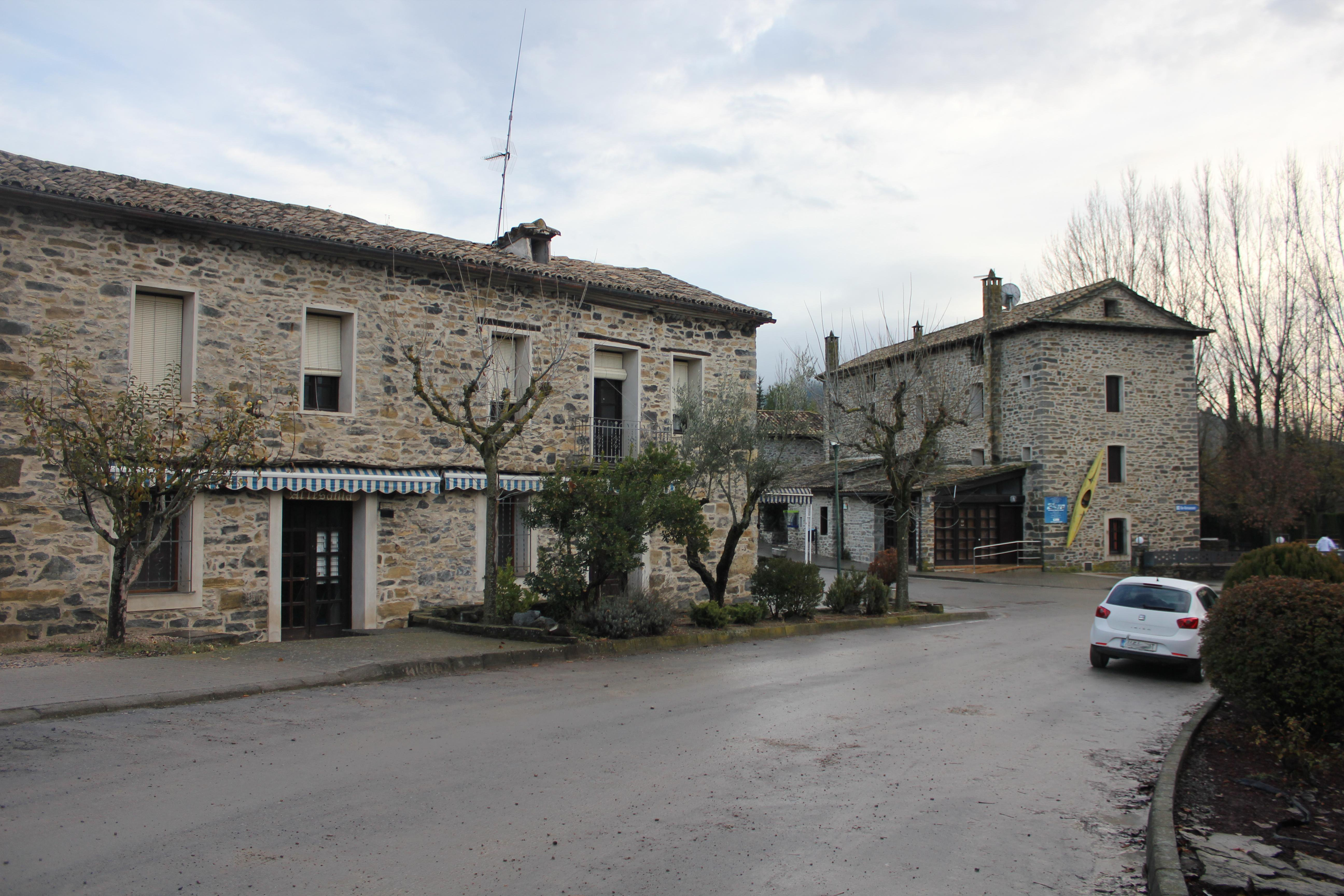
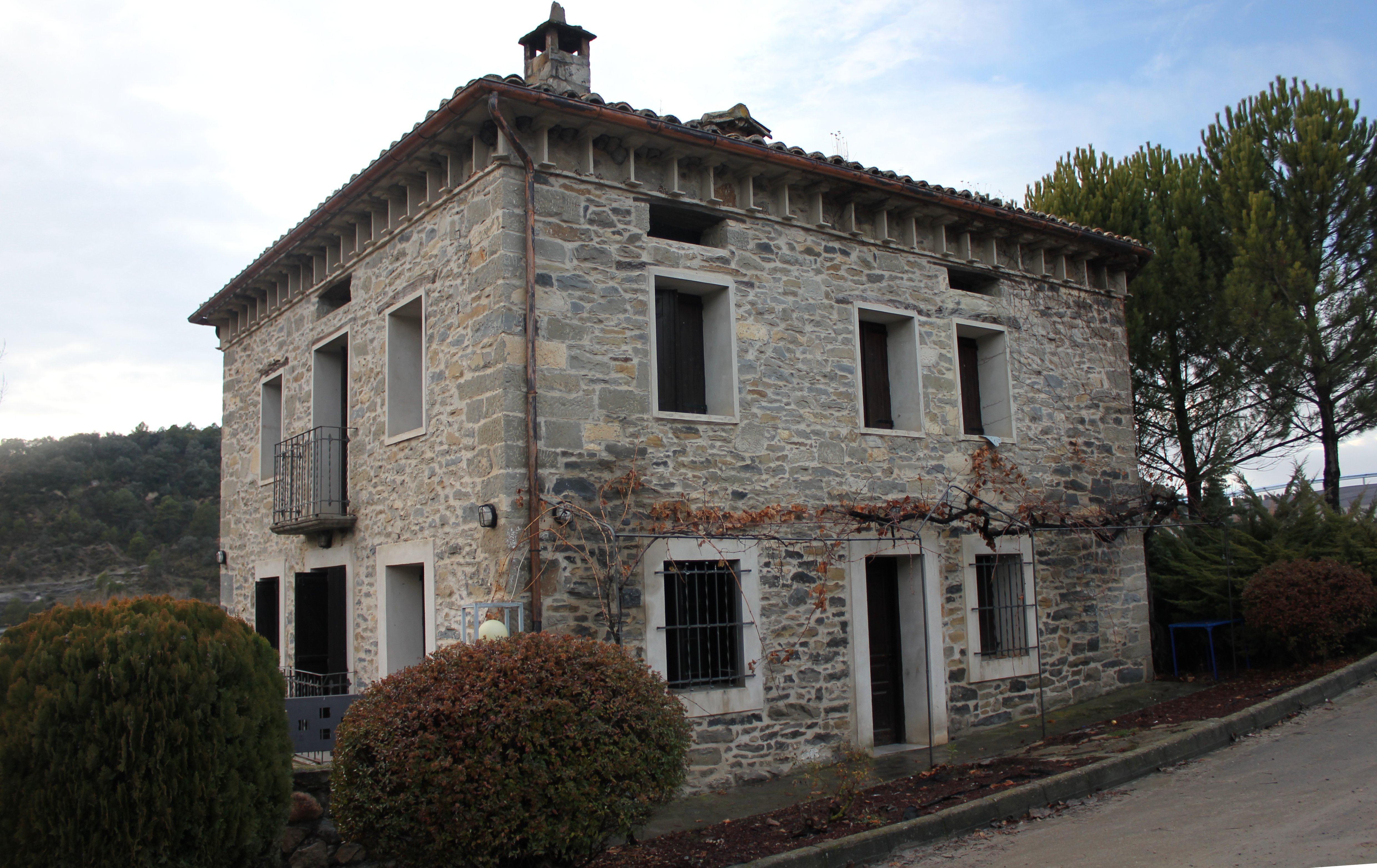

## Demografía
| Gráfica de evolución de Mesón de Ligüerre entre 2007 y 2020 |
|                                                             |
| Datos del padrón municipal 2020 del INE.                    |